# Яструб папуанський
Яструб папуанський (Accipiter meyerianus) — хижий птах роду яструбів родини яструбових ряду яструбоподібних. Отримав видову назву на честь Адольфа Бернхарда Мейєера, німецького антрополога і орнітолога.

## Опис
Це середнього розміру хижий птах. Його довжина становить 43–53 см, розмах крил від 86 до 105 см.

## Раціон
Харчується дрібними птахами, зокрема новогвінейським гірським голубом (Gymnophaps albertisii).

## Поширення
Цей вид поширений на Молуккських і Соломонових островах, і на Новій Гвінеї. Населяє субтропічні і тропічні вологі широколистяні ліси, а також тропічні і субтропічні вологі гірські ліси.

## Збереження
Це численний і поширений вид. МСОП вважає цей вид таким. що не потребує особливого збереження.